# قشلاق

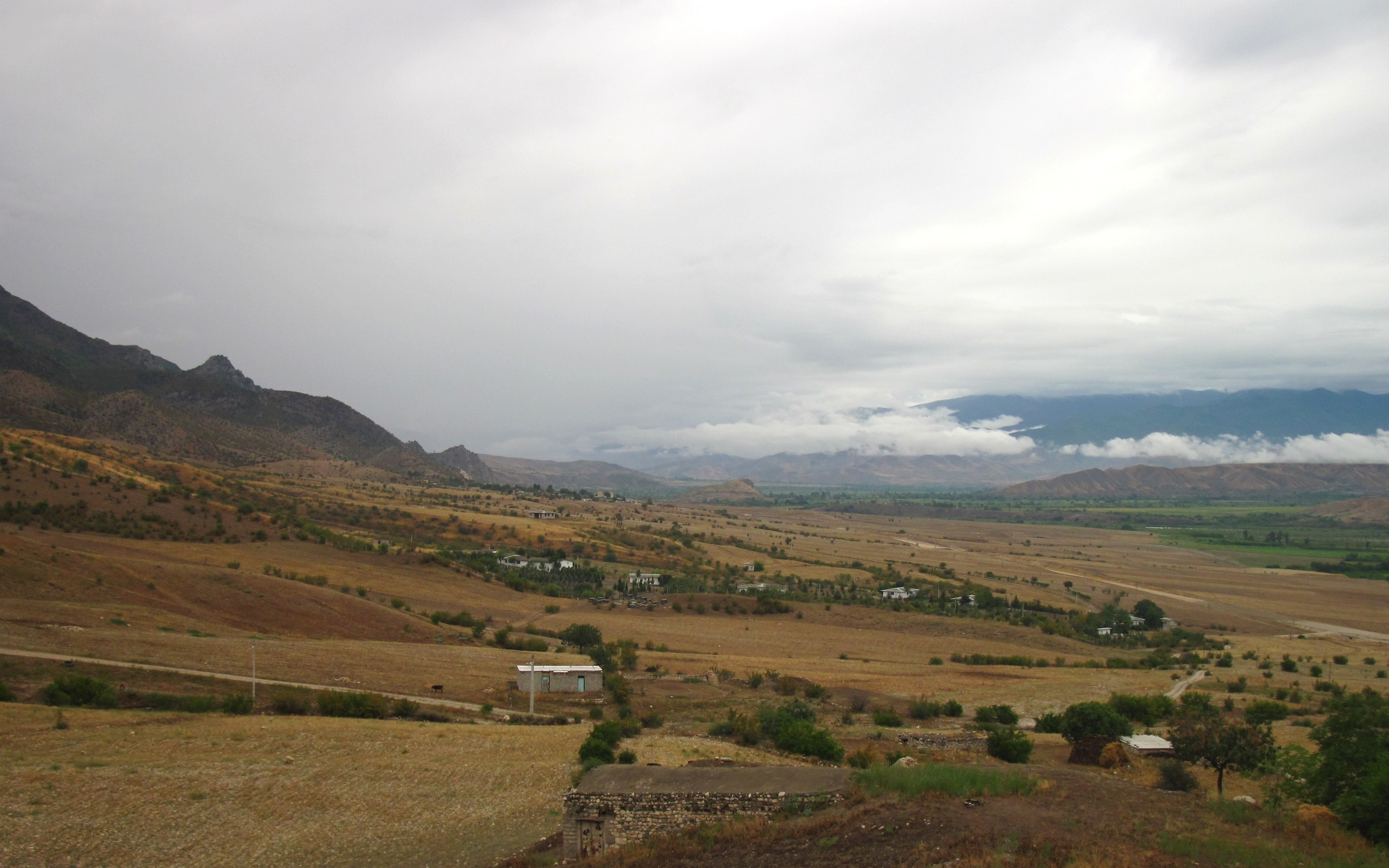
عکسی از اراضی قشلاقی اطراف روستای تاتار منطقه ارسباران در سواحل رود ارس.

قشلاق یا زمستانگاه به جاهای گرم که زمستان در آن به سر می‌برند گفته می‌شود. آن را به عربی مشتاة خوانند؛ و ییلاق ضد قشلاق است. در زبان فارسی خش یا خشی واژه  دگرگون قش یا قشی شد است به معنی زمستان و لاق پسوند مکان است، قشلاق جای گرمسیرتری است که در فصل‌های سرد سال اقامت می‌گزینند. قشلاق در فارسی زمستانگاه خوانده می‌شود. لغت متضاد قشلاق، ییلاق است، که عشایر در کوچ سالانه خود به عنوان اقامتگاه بهاره و تابستانه انتخاب می‌کنند.
بیشتر عشایر و ایلات به ییلاق و قشلاق می‌روند.
تا قبل از جنگ اول جهانی عشایر بدنه اصلی جامعه در مناطق کوهستانی ایران را تشکیل می‌دادند. متعاقب مرکز گرایی دوران رضا شاه به تدریج عشایر ساکن شدند. تنظیمات مربوط به حدود ییلاقها و قشلاقها، و حقوق مالکیتی عشایر نقشی مؤثر در شکل گیری ایران نوین داشته است.در دشت های پست و در مناطقی با عرض جغرافیایی پایین واقع شده اند.در این مناطق رشد گیاهان در اواخر پاییز و زمستان میسر می‌باشد.